# Nyker (plaats)
Nyker is een plaats in de Deense regio Hovedstaden, gemeente Bornholm. De plaats telt 762 inwoners (2008).